# Chaetomium hispidum
Chaetomium hispidum är en svampart som tillhör divisionen sporsäcksvampar, och som beskrevs av Fr. och Pier Andrea Saccardo. Chaetomium hispidum ingår i släktet Chaetomium, och familjen Chaetomiaceae. Arten är reproducerande i Sverige.